# Rock 'n' Roll (álbum)
Rock 'N' Roll es el octavo álbum de estudio de la banda británica de rock Motörhead, Fue lanzado al mercado en 1987. Es el primer álbum con la formación de cuatro miembros: Lemmy, Phil "Philthy Animal" Taylor, Würzel y Phil Campbell, que duró hasta 1992. Sólo llegó al puesto n.º 34 de las listas británicas.

## Historia
La canción "Eat the Rich" fue compuesta para la película de Peter Richardson de 1987, Eat the Rich con Lemmy como uno de los actores. Un sermón en forma de parodia de Michael Palin aparece al final de la canción "Stone Deaf In The USA", que cerraba el álbum.

## Lista de canciones
Todas las canciones compuestas por Würzel, Phil Campbell, Phil Taylor y Lemmy, excepto donde se indique lo contrario.
1. "Rock 'n' Roll" – 3:49
2. "Eat the Rich" – 4:34
3. "Blackheart" – 4:03
4. "Stone Deaf in the U.S.A." – 3:40
5. "The Wolf" – 3:28
6. "Traitor" – 3:17
7. "Dogs" – 3:48
8. "All for You" – 4:10
9. "Boogeyman" – 3:07

### Pistas adicionales en CD
1. "Cradle to the Grave" – 4:05
2. "Just 'Cos You Got the Power" – 7:30
  - Pistas 10 y 11 lanzadas originalmente como Caras B de "Eat the Rich".

### CD Extra (2006)
En 2006, se reeditó el álbum con un Cd extra que contiene la actuación de Motörhead en el festival Monsters of Rock, grabado el 16 de agosto de 1986:
1. "Iron Fist" (Eddie Clarke, Lemmy, Taylor)
2. "Stay Clean" (Clarke, Lemmy, Taylor)
3. "Nothing Up My Sleeve" (Clarke, Lemmy, Taylor)
4. "Metropolis" (Clarke, Lemmy, Taylor)
5. "Dr. Rock" (Clarke, Lemmy, Taylor)
6. "Killed by Death" (Campbell, Würzel, Lemmy, Pete Gill)
7. "Ace of Spades" (Clarke, Lemmy, Taylor)
8. "Steal Your Face" (Campbell, Würzel, Lemmy, Gill)
9. "Bite the Bullet" (Clarke, Lemmy, Taylor)
10. "Built for Speed" (Campbell, Würzel, Lemmy, Gill)
11. "Orgasmatron" (Campbell, Würzel, Lemmy, Gill)
12. "No Class" (Clarke, Lemmy, Taylor)
13. "Motorhead" (Lemmy)

## Personal
- Lemmy - bajo, voz
- Phil Campbell - guitarra, guitarra slide en "Eat the Rich"
- Würzel - guitarra, guitarra slide en "Stone Deaf in the USA"
- Phil "Philthy Animal" Taylor - Batería

- Joe Petagno - diseño portada
- Producido por Motörhead y Guy Bidmead
- Ingeniería de Guy Bidmead
- Asistentes: Roland Herrington, Arabella Rodriguez, Caroline Orme, y Phil Dane
- "Eat the Rich" granado originalmente por Bill Laswell y Jason Corsaro, remezclado por Guy Bidmead
- Mezclado por Britannia Row, Eden Studios, y The Roundhouse, Londres.
- Masterización en CBS Studios, Londres.